# Francisco Raúl Villalobos Padilla
Francisco Raúl Villalobos Padilla (1 de febrero de 1921, Guadalajara, México - 3 de febrero de 2022, Saltillo, México) fue un sacerdote católico mexicano. Fue obispo de la diócesis de Saltillo de 1975 a 1999 y obispo emérito de 1999 hasta su muerte en 2022.

## Biografía
Nació el 1 de febrero de 1921 en la ciudad de Guadalajara, Jalisco. Se ordenó sacerdote el 2 de abril de 1949. El 4 de mayo de 1971 fue nombrado obispo auxiliar de Saltillo. El 4 de octubre de 1975 fue nombrado obispo de la diócesis de Saltillo por el papa Pablo VI. En 1999, debido a su edad, presentó su renuncia al obispado ante el papa Juan Pablo II tras cumplir 79 años.
El 27 de enero de 2022 la diócesis de Saltillo informó que Villalobos había contraido COVID-19. Falleció a consecuencia de la enfermedad el 3 de febrero de 2022 en la ciudad de Saltillo, tras cumplir 101 años.